# Florian Wojniłowicz
Florian Wojniłowicz vel Woyniłłowicz – rotmistrz kawalerii narodowej, sędzia ziemski nowogródzki.
W czasie Sejmu Czteroletniego związany z obozem reform. Konsyliarz konfederacji targowickiej województwa nowogródzkiego, poseł  na sejm grodzieński (1793) z powiatu nowogródzkiego, członek konfederacji grodzieńskiej 1793 roku. Uczestniczył w walkach insurekcji warszawskiej, aresztowany przez władze powstańcze, uwolniony i ponownie aresztowany w wyniku oskarżeń obywateli litewskich.